# Samuel Duclos
Samuel Duclos (Metz, 1589 - Metz, 1654) est un médecin huguenot français. On lui attribue la paternité du « baume vert de Metz ».

## Biographie
Samuel Duclos, ou Du Clos, voit le jour le 18 novembre 1589, à Metz, dans les Trois-Évêchés. Il commence ses études à Heidelberg en Allemagne, et les poursuit au gymnase de Neuhausen en 1601. Il étudie ensuite la logique à Loisy-en-Brie, l'italien et la musique à Sedan, puis la médecine à Montpellier en 1612. Samuel Duclos se fixe à Paris en 1614. Il épouse Marie Petit-Jean en 1617, avant de s'installer à Metz. Médecin réputé, il s’intéresse alors à l'histoire locale. Le médecin Johann Schröder lui attribue la paternité du « Balsamus Vulnerarius Metensium », le « baume vert de Metz », un remède à base d'huile et de sulfate de zinc, destiné à cicatriser les blessures. Il aura des échanges épistolaires avec ce dernier jusqu'en 1652.
Bien que certains auteurs le fassent trépasser dès 1650, Samuel Duclos décéda le 21 janvier 1654, à Metz.
Il est le père de Samuel Duclos (1618-1681), un médecin stipendié de la ville de Metz, qui devint seigneur de Distroff et de Stuckange, mais qui ne publia aucun travail scientifique. Dans les anciennes biographies, Samuel Duclos fut parfois confondu avec son fils, mais aussi avec Samuel Duclos Cotreau (1598-1685), médecin et chimiste de Paris, ou encore Samuel Duclos (1664-1715), médecin de Berlin.

## Publications
- Journal historique (1619-1626).
- Journal de médecine ou Énumération (1626-1649).

### Sources
- P. Costabel, D. Todériciu, Notes sur trois hommes de science du XVIIe siècle : Samuel Duclos, Henri-Louis Habert de Montmor et Florimond de Beaune, in Revue d'histoire des sciences, volume 27, numéro 27-1, 1974 (en ligne).